# Madhuca rufa
Espèce
Statut de conservation UICN

 VUB1+2c : Vulnérable
Classification phylogénétique
Madhuca rufa est une espèce de plantes à fleurs de la famille des Sapotaceae. C'est un grand arbre de canopée endémique à la Malaisie péninsulaire.

## Répartition
Endémique aux forêts primaires de basse altitude du Perak.

## Conservation
Espèce préservée dans des réserves forestières, mais des sites sont menacés par l'exploitation forestière et la destruction de l'habitat.